# 丸しめ志賀商店
株式会社丸しめ志賀商店（まるしめしがしょうてん）は、北海道余市郡余市町に本社を置き、スーパーマーケット「余市スーパー」および「スーパーチェーンシガ」を運営していた企業である。2007年までCGCグループに加盟していた。2016年にCGCグループ・アークスグループのラルズに事業を譲渡した。
FM北海道（AIR-G'）で9時の開店を知らせるCMを出稿していた。

## 概要
北海道後志管内の余市郡余市町を本拠地とする地場資本の生鮮食料品を主体とするスーパーマーケットチェーンである。
「とにかく毎日、毎日、こまめにやるだけ。自分たちの目で直接、お客さんを確かめ、1つひとつ丹念に売場を作っていく」として社長が社員からパートまで含めた全員参加の話し合いを日々続けると共に、買い物客に対して単なるあいさつに留まらず魚の入荷予定などといった具体的な会話を従業員に行うように指示して販売促進から顧客の要望や不満を吸い上げる「地域超密着」路線を展開し、「チェーンストア理論ではなく、1店、1店固めていく手法」による営業を展開している。
また、「大手の物まねはしない」との観点から卸やメーカーに頼った体力勝負や薄利多売による売上拡大を否定し、「手頃な価格帯を日常提供していきたい。低価格競争はしたくない」として「新聞の折込による特売チラシ」や「ポイントカード」などの大手を含む競合チェーンが行っている一般的な販売促進策を実施せず、人材の養成による質の向上や独自の収益確保仕組みの構築による業績の確保を目指す方針を採っている。
こうした方針の一環として、「独自ルートでやっていきたい」として2007年10月20日付でアークスグループや北雄ラッキーなどが加盟している共同仕入れ機構CGCグループの(株)北海道シジシーからの脱退している。
また、SBSホールディングスグループで食品の低温物流を得意とするフーズレック（現・SBSフレック）に当社の全店舗向けの商品管理から配送までを一括して行うサードパーティー・ロジスティクスの運営を委託し、2011年9月1日からフーズレック（現・SBSフレック）の札幌米里物流センターを拠点に運営させ、物流コストの削減を進めている。
小樽・余市に店舗を集中的に展開した後、1996年10月26日に石狩市花川に花川店を開業して札幌圏に進出した。
札幌圏への初出店を終えた翌年の1997年10月に本拠地の後志地区最大の商圏となっている小樽での地盤を固めるため小樽市長橋の旧アポロ跡地に長橋店を開店し、得意分野の生鮮食料品を中心に売上を伸ばすなど「チェーンストア理論ではなく、1店、1店固めていく手法」により地場資本のスーパーとして売上の維持･拡大を図り、1998年8月期決算で売上高100億円を突破するところまで成長した。
2000年10月28日には札幌市中央区南18条西17丁目に伏見店を開業して札幌市内へ初進出し、売上は2001年8月期決算で売上高約121.32億円を上げて120億円を突破し、2002年8月期決算で売上高約128億円と順調に売上を伸ばした。
2006年10月27日に真駒内店を出店して札幌圏5店舗体制を確立し、余市、小樽、札幌の3地区で集中出店するスーパーチェーンとなっている。

### ラルズへの事業譲渡
2016年1月6日、 アークスの子会社であるラルズに対して、すべての事業を譲渡する旨の報道がされた。理由として丸しめ志賀商店の志賀社長は、後志地方での人口減少もあって単独で営業していくことに限界があったことを挙げている。同2月3日にいったん全店を閉店。2月4日は全店休業とし、2月5日にラルズによる買収が完了するとともに、同社に店舗が引き継がれた）。丸しめ志賀商店自体は、2017年12月28日に法人格が消滅した。これにより、事実上CGCグループへと再復帰する形となった。
旧丸しめ志賀商店時代から続く店舗ブランド「余市スーパー」「スーパーチェーンシガ」は、ラルズの店舗ブランド「スーパーアークス」「ラルズマート」へ順次転換され（後述）、スーパーチェーンシガ真駒内店がラルズマートに転換したことをもって消滅。なお米里物流センターにスーパーチェーンシガの屋号を引き続き使用している。

## 店舗
以下の店舗はラルズに譲渡された。余市町内で展開した店舗は「余市スーパー」、札幌市、小樽市、石狩市で展開した店舗は「スーパーチェーンシガ」の屋号を使用した。
- 余市スーパー
  - 本店（余市町） - ラルズ譲渡後も「本店」を掲げていた。改装が行われ、2018年7月12日に「ラルズマート黒川店」に転換[22]。
  - 西部店（余市町） - 改装が行われ、2018年7月12日に「ラルズマート西部店」に転換[22]。
  - 入舟店（余市町）[15] - 改装が行われ、2018年7月12日に「ラルズマート入舟店」に転換[22]。
- スーパーチェーンシガ
  - 大川店（余市町） - 譲渡後の2016年8月31日に閉店[23]。
  - 手宮店（小樽市） - 改装が行われ、2017年3月30日に「ラルズマート手宮店」に転換[24]。
  - 山の手店（小樽市） - 改装が行われ、2018年4月26日に「ラルズマートおたる山の手店」に転換[25][注 1]。
  - 長橋店（小樽市） - 1997年10月に旧「アポロン」跡地に開店[12]。改装が行われ、2017年9月14日に「スーパーアークス長橋店」に転換[26]。
  - 桜町店（小樽市） - 改装が行われ、2017年11月22日に「ラルズマート桜町店」に転換[27][注 2]。
  - 奥沢店（小樽市） - 2002年12月7日に長崎屋小樽奥沢店跡に開店[29]。改装が行われ、2016年10月6日に「スーパーアークス奥沢店」に転換[30]。
  - 伏見店（札幌市中央区） - 2000年10月28日に開店した[14]札幌市内における第一号店[3]、店舗面積1,450m2[14]）。改装が行われ、2017年7月13日に「ラルズマート伏見店」に転換[31]。
  - 中島公園店（札幌市中央区） - コープさっぽろ中島公園店跡に開店[32]。改装が行われ、2018年6月12日に「ラルズマート中島公園店」に転換[33]。
  - 真駒内店（札幌市南区） - 2006年10月27日開店[16]、店舗面積約1,000m2[16]。改装が行われ、2020年3月20日に「ラルズマート真駒内上町店」に転換（「スーパーチェーンシガ」としての営業は2020年3月17日まで）。最後まで残った「スーパーチェーンシガ」の店舗であった。[21][注 3]
  - 花川店（石狩市） - 1996年10月26日に開店した石狩管内における第一号店[7]、店舗面積365坪[7]。改装が行われ、2017年6月23日に「ラルズマート花川南店」に転換[34][注 4]。

### 閉店した店舗
- スーパーチェーンシガ苗穂店 - 2006年3月開店[32]、2011年3月30日閉店。

## スーパーマーケット以外の事業

### ゴミ処理機の製造･販売
廃棄物を焼却せず高温・高圧で分解し炭化することにより有害物質のダイオキシンや水銀などの発生を限りなくゼロに近くするゴミ処理機を環境機器開発のエコマテリアル北海道と共同で開発し、2003年11月に(株)ガイアクリーン22を設立して製造･販売に進出した。

### 和菓子店 嘉右衛門堂
JR余市駅前の4階建てビルを購入し、2006年1月に開業した和菓子店である。
「個人技に頼らず最新設備で高品質を維持する」として北海道産の小豆などの厳選した材料を使って機械化した清潔な工場で製造し、販売する方針を採っていた。「食べてみなければ分からない」として「黒糖まんじゅうと大福を1日で売り切る数だけ」製造･販売し、「宣伝もせず人から人に伝わればいい」として広告等は行わなかった。当初は4種類の大福と黒糖まんじゅうを主力とし、後にごまだれ団子も主力商品とした。地元で手土産に使われたり、系列となるスーパーの一部店舗でも販売が行われた。